# Allium caeruleum

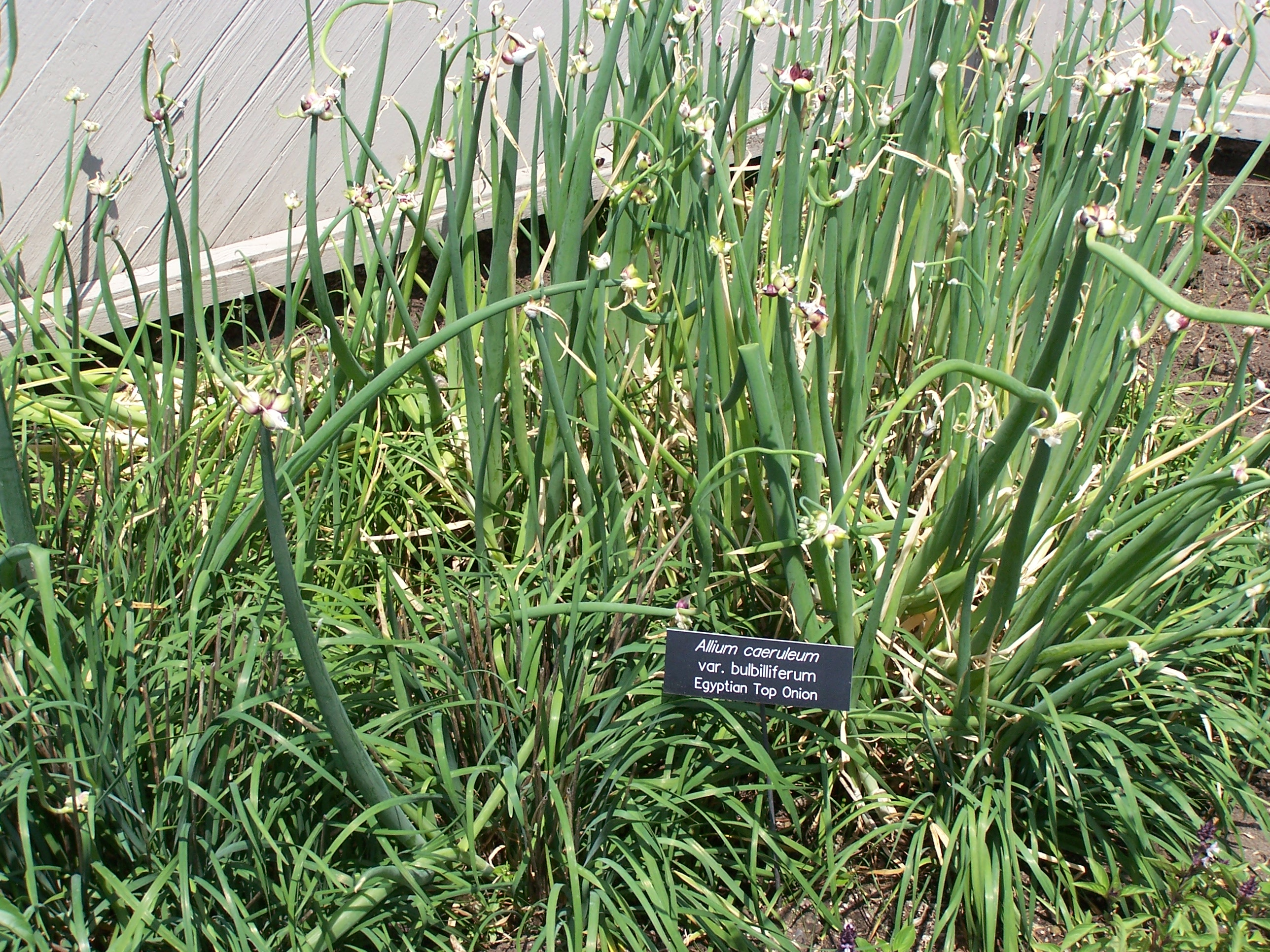
Allium caeruleum var. bulbilliferum al Minnesota Landscape Arboretum

Allium caeruleum és una planta amb flors amb usos ornamentals de la família de les amaril·lidàciess, dins dee gènere Allium el mateix que la ceba o l'all. És nativa de l'Àsia central: Kazakhstan, Kirguizstan, Sibèria, Tadjikistan, Uzbekistan, i Xinjiang, a la Xina.
Aquesta planta és citada a Flore des Serres et des Jardins de l'Europe puis L'illustration horticole de Charles Antoine Lemaire. Allium caeruleum arriba fins als 80 centímetres i fa flors blaves a l'estiu. Es cultiva com a planta ornamental. De fet, la planta va guanyar el premi de la Royal Horticultural Society l'any 1993.